# 德國無障礙閱讀中心
德國無障礙閱讀中心（德語：Deutsches Zentrumfürbarrierefreies Lesen，簡稱dzb lesen），原名德國中央盲人圖書館（德語：Deutsche Zentralbücherei für Blinde，簡稱DZB，於2019年11月改為現名），是位於德國萨克森自由州莱比锡的視障人士公共图书馆，該館收藏約72,300本圖書，是德語國家中藏書數量最多的圖書館之一。盲人圖書館由借閱圖書館、出版社和無障礙交流研究中心所組成，館內放有盲文書籍、有聲書和點字樂譜供盲人使用。盲人圖書館成立於1894年11月，是德國最古老的盲人圖書館。

## 歷史
1894年11月12日，萊比錫成立了一個私人機構「萊比錫盲人大字印刷書籍採購和工作機會協會」（Verein zur Beschaffung von Hochdruckschriften und Arbeitsgelegenheit für Blinde zu Leipzig），為視障人士提供文學作品和就業機會，該協會成立於一位書商的房屋，並逐漸發展成德意志帝國首座盲人圖書館，其隨後建立自己的出版社和印刷廠。1916年成立了慈善基金會「德國中央盲人圖書館促進基金會」（Verein zur Förderung der Deutschen Zentralbücherei für Blinde）以推廣和支持圖書館的發展。至此，圖書館內已藏有約5,000多本盲文書籍，以及1,255名固定讀者。
第一次世界大戰結束後，盲人圖書館的讀者數量大幅增加，截至1926年已增長至3,500名讀者。經濟大蕭條期間，圖書館進行嚴格的財務緊縮，導致了預算削減以及裁員。1935年，盲人圖書館搬遷至位於萊比錫Täubchenweg的一間商業出版社Druckhaus Klepzig，圖書館後來在二戰期間於1943年12月的一次盟軍轟炸中被毀，館內3萬多本藏書丟失，剩餘的少量書籍於1944年被移往至德伯爾恩重新建立的圖書館。
第二次世界大戰結束後，圖書館立即搬遷至魏森費爾斯大街（Weißenfelser Straße）的新址，藏書量為1,802本。1946年11月7日，薩克森邦政府（Landesverwaltung Sachsen）宣布盲人圖書館為公共機構。截至1949年，圖書館藏書量達到10,000本。1952年，盲人圖書館歸屬東德教育部，1955年改隸文化部。1954年，盲人圖書館遷入古斯塔夫-阿道夫大街（Gustav-Adolf-Straße）的現址。
1990年兩德統一後，盲人圖書館成為新成立的薩克森自由邦科技和藝術部下屬機構。
2011年9月27日，由盲人圖書館組織的第21屆世界盲文大會（Braille21）在萊比錫大學召開。
2019年11月12日，德國中央盲人圖書館宣布在該機構成立125周年之際更名為德國無障礙閱讀中心。

## 館藏
截至2011年12月，德國無障礙閱讀中心的圖書館擁有約72,300本圖書，研究中心則收藏有關視障的書籍、期刊和專著。此外，無障礙閱讀中心會定期出版18種不同期刊的盲文和音頻版本。
館藏包括：
- 總和72,300本
  - 盲文書籍21,900本
  - 數位無障礙資訊系統有聲書19,000本
  - 點字樂譜6,100本
  - 視障相關著作5,000本

無障礙閱讀中心內有77名員工、其中15名是身心障礙人士。根據閱讀中心表示，有超過5,000名讀者使用館內的服務。

## 音樂項目
由德國聯邦衛生部資助的「DaCapo」項目於2003年開始在德國無障礙閱讀中心為視障人士製作專業樂譜，其目標不僅為使視障人士更容易取得樂譜，亦是為了改善視障音樂家的就業機會，無障礙閱讀中心也投入開發以電腦輔助製作點字樂譜的程式和傳輸。

## 外部連結
- 德國無障礙閱讀中心（德文）（英文）
- 德國盲人研究中心（德文）